# Abruptum
Abruptum foi uma banda de Black Metal e Dark Ambient formada em 1989 por It , All e Ext na Suécia. It já planejava montar a banda em 1987, mas apenas em 1990 conseguiu reunir os demais membros. No mesmo ano da fundação, eles gravaram as duas primeiras demos.
Após o lançamento da primeira demo, Ext saiu da banda e na segunda demo foi a vez de All sair devido a sérios problemas com álcool. Com as saídas, It procurou um novo membro e o escolhido foi Evil do Marduk. Paralelamente, It e All se reuniram e formaram o Vondur. Com a Deathlike Silence Productions, o Abruptum lançou dois álbuns, Obscuritatem Advoco Amplectere Me e In Aeternum In Triumpho Tenebrarum. Euronymous definia o som da banda como a essência do puro mal negro e It o considerava como um verdadeiro aliado. Após o assassinato de Euronymous, It contribuiu na compilação Nordic Metal: A Tribute to Euronymous.
It deixou a banda e o Black Metal em 1996 após várias ameaças feitas a ele e a sua família. Evil manteve o Abruptum sozinho, lançando pela sua própria gravadora a Blooddawn Productions. Em 2005 ele anunciou o fim da banda, mas um pouco depois, em 2008, a banda voltou a ativa novamente.

## Estilo Musical
Enquanto o Abruptum é considerado uma banda de Black Metal/Dark Ambient, eles tiveram uma abordagem diferente para a sua música. Eles não focavam na criação de músicas bem estruturadas e na maioria das vezes apenas faziam barulho. O material mais antigo tinha músicas mais curtas, mas os outros lançamentos incluíam uma ou duas faixas com mais de 40 minutos. Eles usavam principalmente bateria, baixo, guitarra e teclado, mas o que se destacava mais eram os gritos, já que supostamente a banda se torturava e se cortava durante as gravações. Se isso é verdade ou não, nunca foi confirmado.
Após a saída de It, Evil mudou o estilo musical da banda, retirando boa parte do som Metal.

## Membros
- It - Vocal, Guitarra, Baixo, Bateria, Violino 1989-1996
- Evil - Guitarra, Piano, Vocal, Programação 1991-2005
- All - Vocal 1990-1991
- Ext - Baixo 1990

## Discografia
- Abruptum 1990
- The Satanist Tunes 1990
- Evil 1991
- Orchestra of Dark 1991
- Obscuritatem Advoco Amplectere Me 1993
- In Umbra Malitae Ambulabo, In Aeternum In Triumpho Tenebrarum 1994
- Evil Genius 1995
- Vi Sonas Veris Nigrae Malitiaes 1996
- De Profundis Mors Vas Cousumet 2000
- Casus Luciferi 2004
- Maledictum 2008
- Potestates Apocalypsis 2010